# Sydossetien
|  | Manglende infoboks Nogle af informationerne i denne artikel kunne med fordel samles eller opsummeres i en infoboks, som det anbefales i stilmanualen. |

Sydossetien (ossetisk: Хуссар Ирыстон, tr. Khussar Iryston; georgisk: სამხრეთ ოსეთი, tr. Samkhret Oseti; russisk: Южная Осетия, tr. Južnaja Osetija; langt navn: Republikken Sydossetien) er et område i det sydlige Kaukasus, der fungerer som en de facto stat, men som af de fleste lande anses som en del af Georgien.
Sydossetien ligger på sydsiden af Store Kaukasus, der udgør grænsen til den russiske republik Nordossetien, og strækker mod syd til floden Mtkvari i Georgien. En større del af det bjergrige område ligger over 1.000 m.o.h.
Sydossetien har et areal på 3.900 km² og har ca. 70.000 indbyggere, der er en blanding af georgiere og ossetere. Den største by i området er Tskhinvali, der fungerer som regionens hovedby.

## Uafhængighed og krige

### Uafhængighedserklæringer og første krig
Sydossetien var i sovjettiden en autonom oblast i Georgiske SSR. Den 10. november 1989 besluttede ledelsen af Den sydossetiske autonome region at omdanne oblasten til en autonom republik. Den øverste sovjet for Georgiske SSR anså beslutningen som forfatningsstridig, og der opstod uroligheder i området. Den 20. september 1990 erklærede Sydoosetien atter uafhængighed af Georgiske SSR og anmodede om optagelse af Sydossetiske SSR som en del af det daværende Sovjetunionen. Georgien anerkendte fortsat ikke uafhængigheden og i januar og februar 1991 udbrød uroligheder i området, da Georgien med magt søgte af kontrollere området, hvilket ledte til Krigen i Sydossetien (1991-1992). I 1991 opstod en række juridiske spørgsmål internt i Sydossetien bl.a. som følge af Georgiens erklærede uafhængighed af Sovjetunionen, og Sovjetunionens efterfølgende opløsning. Der blev således atter den 21. december 1991 vedtaget en uafhængighedserklæring for Republikken Syossetien. Den 19. januar 1992 blev afhodt en folkeafstemning i Sydossetien, hvor befolkningen med 98% af stemmerne stemte for en uafhængighed af Republikken Sydossetien og en optagelse i den Russiske Føderation. Folkeafstemningen blev dog boykottet af den georgiske del af befolkningen.

### Krigen i Sydossetien
En skrøbelig fred i området bestod i det meste af 1990'er og frem til 2008, hvor spændingerne atter forøgedes. I august 2008 gennemførte sydossetiske militser en række angreb på georgiske landsbyer, der fik Georgien til at reagere militært.
Natten til den 8. august 2008 (lokal tid) angreb georgiske tropper Tskhinvali, efter at den georgiske regering hævdede at de sydossetiske separatister skulle have bombet landsbyer tæt på Tshkinvali, i modstand om præsident Mikheil Saakashvilis tilbud om våbenhvile.
Det georgiske angreb medførte, at Rusland indtrådte i konflikten. Rusland iværksatte den 8. august 2008 en storstilet invasion af Georgien. Abkhasiske styrker åbnede en anden front den 9. august også rettet mod Georgien. Tskhinvali blev besat af russisk militær den 10. august, og besatte yderligere en række byer i Georgien. Den russiske sortehavsflåde blokerede den georgiske kyst.

## Uafhængighed godkendt af enkelte stater
Uafhængigheden blev anerkendt af Rusland den 26. august 2008, af Nicaragua den 2. september 2008 og af Venezuela den 10. september 2009.